# Admirál (odrůda jablek)
Admirál (Malus domestica 'Admirál') je ovocný strom, kultivar druhu jabloň domácí z čeledi růžovitých. Plody jsou řazeny mezi odrůdy zimních jablek, sklizňová zralost nastává začátkem října. Plody jsou skladovatelné až do konce května. Odrůda je považována za rezistentní vůči některým chorobám, odrůdu lze pěstovat bez chemické ochrany. Kultivar je také nazýván 'Admiral'.

## Historie

### Původ
Byla vyšlechtěna v ČR. Odrůda vznikla zkřížením odrůd 'Bohemia' × 'Mira'. Odrůdu zaregistroval Ústav experimentální botaniky AV ČR, Střížovice(UEB 3824/1) v roce 2008.

### Homonymum
V roce 1937 byla v Anglii zavedena odrůda pod stejným názvem (se synonymem  'Togo of Upton' ). V Česku její rozšíření není doloženo.

## Vlastnosti
Triploidní odrůda, cizosprašná, vyžaduje opylovače. Kvete středně raně.

### Růst
Růst odrůdy je bujný. Řez je nezbytný, zejména letní řez.

### Plodnost
Plodí středně brzy, průměrně a pravidelně.

## Plod

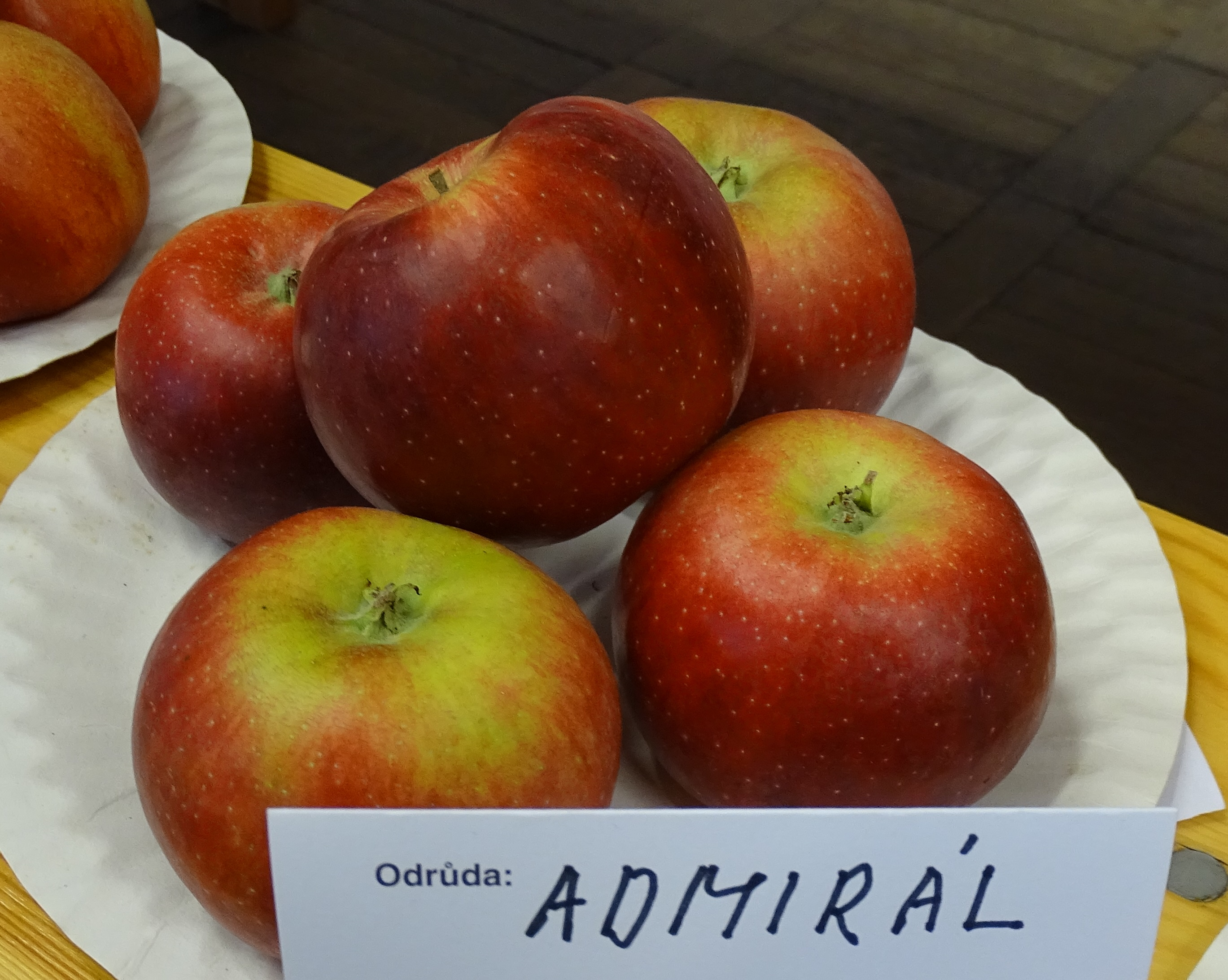
Malus domestica 'Admirál'

Plod je ploše kulatý, střední. Slupka hladká, zelené zbarvení s rozmytou jasně až purpurově červenou. Dužnina je nažloutlá se sladce navinulou chutí, tuhá, velmi dobrá.

## Choroby a škůdci
Odrůda je rezistentní proti strupovitosti jabloní (gen Vf a na polygenním základě) a odolná k padlí. Odrůda je náchylná k hořké pihovitosti.

## Použití
Je vhodná k dlouhodobému skladování a přímému konzumu. Je doporučováno pěstování odrůdy na slabě rostoucích podnožích.